# Драган Лаковић
Драган Лаковић (Скопље, 28. март 1929 — Београд, 31. мај 1990) био је српски глумац и певач дечјих песама. Играо је у бројним филмовима, телевизијским серијама и емисијама за децу. Најпознатија дечја емисија коју је водио била је „Децо, певајте са нама“, у којој је учествовао и хор „Колибри“. Песме које је снимио сакупљене су и издате на компилацијама, тако да уз њих одрастају и данашња деца.
Његов брат близанац био је глумац Предраг Лаковић.
Преминуо је изненада у свом стану од инфаркта спремајући се за представу коју је требало да игра тог дана. Сахрањен је дана касније на у Алеји заслужних грађана на Новом гробљу у Београду.

## Улоге
|                   | 1950 ▼ | 1960 ▼ | 1970 ▼ | 1980 ▼ | 1990 ▼ | Укупно |
| ----------------- | ------ | ------ | ------ | ------ | ------ | ------ |
| Дугометражни филм | 3      | 6      | 0      | 5      | 0      | 14     |
| ТВ филм           | 0      | 3      | 6      | 5      | 0      | 14     |
| ТВ серија         | 0      | 11     | 10     | 8      | 1      | 30     |
| ТВ мини серија    | 0      | 2      | 1      | 4      | 0      | 7      |
| Укупно            | 3      | 22     | 17     | 22     | 1      | 65     |

| Год.       | Назив                              | Улога                        |
| ---------- | ---------------------------------- | ---------------------------- |
| 1950.-те ▲ |                                    |                              |
| 1958.      | Погон Б                            | Дејан, млади инжењер         |
| 1958.      | Три корака у празно                | Марко, морнар                |
| 1959.      | Kampo Mamula                       | Раде                         |
| 1960.-те ▲ |                                    |                              |
| 1960.      | Боље је умети                      | Дејан Војновић               |
| 1960.      | Капетан Леши                       | мајор Демир                  |
| 1962—1963. | Музеј воштаних фигура (ТВ серија)  |                              |
| 1963.      | Банкет у Шаренграду                |                              |
| 1964.      | Пут око света                      | возач дилижансе              |
| 1964-1966. | Код судије за прекршаје            |                              |
| 1964.      | На слово, на слово                 |                              |
| 1965.      | Хиљаду зашто?                      |                              |
| 1966.      | Kommissar X - Jagd auf Unbekannt   |                              |
| 1967.      | Ни црно ни бело                    |                              |
| 1967.      | Офелија                            | каскадер                     |
| 1967.      | Горке траве                        |                              |
| 1967.      | Круг двојком                       | Бериша                       |
| 1967.      | Парничари                          |                              |
| 1967.      | Дежурна улица                      |                              |
| 1968.      | Првокласни хаос                    |                              |
| 1968.      | Мартин Крпан с врха (ТВ)           | Мартин Крпан                 |
| 1968.      | Забавља вас Мија Алексић           |                              |
| 1968.      | Наше приредбе                      |                              |
| 1968.      | Сирота Марија                      | милиционер                   |
| 1969.      | Карусел                            |                              |
| 1969.      | Музиканти                          |                              |
| 1970.-те ▲ |                                    |                              |
| 1970.      | Милораде, кам бек                  | Лаза                         |
| 1970.      | Љубав на сеоски начин              | стриц Лаза                   |
| 1971.      | На слово, на слово                 |                              |
| 1971.      | Несаломиви ТВ филм                 | /                            |
| 1971.      | Леваци                             | пословођа Мита               |
| 1971.      | Дипломци                           | Радетов отац Крле            |
| 1972.      | Смех са сцене: Савремено позориште |                              |
| 1972.      | Глумац је, глумац                  |                              |
| 1972.      | Чучук Стана                        | певач                        |
| 1972.      | Мајстори                           | боксер Чума                  |
| 1973.      | Полицајци                          |                              |
| 1972—1973. | Позориште у кући                   | Чврга                        |
| 1973.      | Камионџије                         | Бамбалић млађи               |
| 1973.      | Наше приредбе (ТВ серија)          |                              |
| 1974.      | Позориште у кући 2                 | Чврга                        |
| 1975.      | Повратак лопова                    | пијанац у возу               |
| 1976.      | На путу издаје                     |                              |
| 1978.      | Седам плус седам                   | Драган                       |
| 1980.-те ▲ |                                    |                              |
| 1980.      | Врућ ветар                         | директор фудбалског клуба    |
| 1980.      | Позориште у кући 4                 | Бизговић                     |
| 1980.      | Само за двоје                      |                              |
| 1981.      | Лаф у срцу                         | Анитин брат                  |
| 1981.      | Била једном љубав једна            |                              |
| 1981.      | Историја брачног лома у три тома   | члан лекарског конзилијума   |
| 1981.      | Војници                            | Љуба Карнера са Чубуре       |
| 1981.      | Наши песници (ТВ серија)           |                              |
| 1982.      | Подвизи дружине Пет петлића        | Глас                         |
| 1982.      | Џек Холборн                        | господин Ароуз               |
| 1984.      | Седефна ружа                       |                              |
| 1984.      | Несрећна Кафина                    | харамбаша Зодекер            |
| 1984.      | Мољац                              | Гоцин отац                   |
| 1984.      | Шта се згоди кад се љубав роди     | Наташин деда                 |
| 1984.      | Јагуаров скок                      | Стив Кјуборг „Стева Чубурац“ |
| 1985.      | Ерићијада                          | Крста Прекић                 |
| 1985.      | Ћао инспекторе                     | полицијски инспектор         |
| 1986.      | Неозбиљни Бранислав Нушић          | Глумац „Човек са ногом“      |
| 1986.      | Сиви дом                           | Шошкић                       |
| 1987.      | Децо, певајте са нама              | водитељ                      |
| 1988.      | Вук Караџић                        | Рајовић                      |
| 1989.      | Рођаци из Лазина                   |                              |
| 1990.-те ▲ |                                    |                              |
| 1990.      | Заборављени                        | Џогијев отац                 |

## Песме за децу певане са дечјим хором „Колибри“
- Ивин воз
- Мрак
- Први снег
- Бака
- Деда
- Лако је пруту
- Миш
- Слон лепотан
- Вуче, вуче, бубо лења
- Заклео се бумбар
- Болесник на три спрата
- Шта је на крају
- Нема земље дембелије
- Сваки дан се сунце рађа
- Браћу не доносе роде
- Песма о млеку
- Плави месец
- Воз за Чачак
- Медвед Брундо
- Татин музичар
- Другарство
- Љубав је то
- Незгода
- Сањајте
- Здравица (Све што расте хтело би да расте...)
- Поздравите мога тату
- Нек свуд љубав сја